# 환매조건부채권
환매조건부채권(還買條件附債券, 영어: repurchase agreements, RP)은 금융기관이 일정 기간이 지난 후 확정금리를 보태 되사는 조건으로 발행하는 채권을 말한다. 주로 중앙은행과 시중은행 사이의 유동성을 조절하는 수단으로 활용된다. 한국은행이 시중 통화량을 조절하거나 예금은행의 과부족을 조절하는 수단으로 발행한다. 금융기관이 보유한 특수채ㆍ신용우량채권 또는 국공채 등을 담보로 발행하기 때문에 안정성이 뛰어나고 환금성이 보장된다는 게 장점이다. 또 채권을 현실로 존재하는 형태인 실물거래 하는 게 아니라 중앙은행에 맡겨둔 기준 예치금을 대차거래 하는 방식을 택하고 있다. 대개 한 달에서 3달 정도 운용을 하며 최장 만기는 1년이다. 금리는 일반적으로 정기예금보다 조금 높은 수준이고 만기 이후엔 별도 이자가 붙지 않는다. 중도환매가 가능하고 환매시 해지 수수료를 지불해야 한다
금리 상승기의 최고의 상품중 하나라고 할 수 있다. Repo라고 하기도 한다. 금융기관의 입장에서는 단기자금 확보 수단이 되고, 투자자 입장에서는 단기상품에 투자할 수 있는 매력적인 투자상품이다. RP는 실세금리에 가까운 채권을 매입하는 것과 마찬가지이므로 수익률이 매우 높은 편이고, 자신의 계획에 맞추어 자금을 예치하고 환매할 수 있으므로 매우 편리한 상품 중의 하나이다. 통장 또는 카드를 사용하기 때문에 거래하기에도 편리하다.
RP는 약정식과 자유약정식(수시)으로 구분한다. 약정식은 자금 예치기간을 미리 약정하는 방법이고, 자유약정식은 예치기간을 정하지 않고 수시로 자금을 인출 또는 추가 예치할 수 있는 방식이다. 미리 기간을 정하는 약정식은 자유약정식보다 금리가 약간 높은 편이다. 일반 채권형펀드의 경우에는 금리가 오를 때에 예금 쪽으로 자금이 이동하는 경향이 있어 수익률이 떨어지지만, RP는 확정금리를 받을 수 있기 때문에 수익률이 안정적이다. 다만, 주의할 점은 RP는 예금자보호대상 상품은 아니다. 증권사에서는 자유약정식(수시)RP에 자동이체/결제서비스 기능을 추가한 CMA를 판매하고 있다. 하지만 우체국에서 판매하는 RP의 경우 국가에서 지급보장하기 때문에 예금자보호대상이지만 기간따라 수익률이 극명하게 차이 발생한다.(20일 미만 경우 세전 0.1%)

## 같이 보기
- 한국은행